# Yoná Magalhães
Yoná Magalhães Gonçalves Mendes da Costa (Río de Janeiro, 7 de agosto de 1935-Río de Janeiro, 20 de octubre de 2015), conocida profesionalmente como Yoná Magalhães, fue una actriz de cine y televisión brasileña.

## Filmografía destacada
- Deus e o Diabo na Terra do Sol (1964)
- A Sombra de Rebecca (1967)
- Uma Rosa com Amor (1972)
- O Grito (1975)
- Gaivotas (1979)
- Cavalo Amarelo (1980)
- Os Imigrantes (1981)
- Amor com Amor Se Paga (1984)[3]
- Roque Santeiro (1985)
- Tieta (1989)
- Meu Bem, Meu Mal (1990)
- Sonho Meu (1993)
- A Próxima Vítima (1995)
- Era Uma Vez (1998)
- Vila Madalena (1999)
- A Padroeira (2001)
- As Filhas da Mãe (2001)
- Um Só Coração (2004)
- Senhora do Destino (2004)
- Paraíso Tropical (2007)[4]
- Cama de Gato (2009)
- Sangue Bom (2013)